# Nugget Point
 (septembre 2020).
Si vous disposez d'ouvrages ou d'articles de référence ou si vous connaissez des sites web de qualité traitant du thème abordé ici, merci de compléter l'article en donnant les références utiles à sa vérifiabilité et en les liant à la section « Notes et références ».
Nugget Point est un cap de la côte d'Otago, en Nouvelle-Zélande.
Situé à l'extrémité nord de la côte des Catlins, le long de la route de Kaka Point, ce promontoire escarpé a un phare à son extrémité  (le phare de Nugget Point) et est entouré d'îlots rocheux appelés les « nuggets » (« pépites »).
Il abrite de nombreux oiseaux de mer, y compris des manchots, des fous australs et des spatules royales, ainsi qu'une grande colonie d'otaries à fourrure.